# 京成幕張駅
京成幕張駅（けいせいまくはりえき）は、千葉県千葉市花見川区幕張町四丁目にある、京成電鉄千葉線の駅である。駅番号はKS53。

## 歴史
- 1921年（大正10年）7月17日 - 幕張駅として開業。
- 1931年（昭和6年）11月18日 - 京成幕張駅に改称。
- 2018年（平成30年） - バリアフリー化工事を実施。

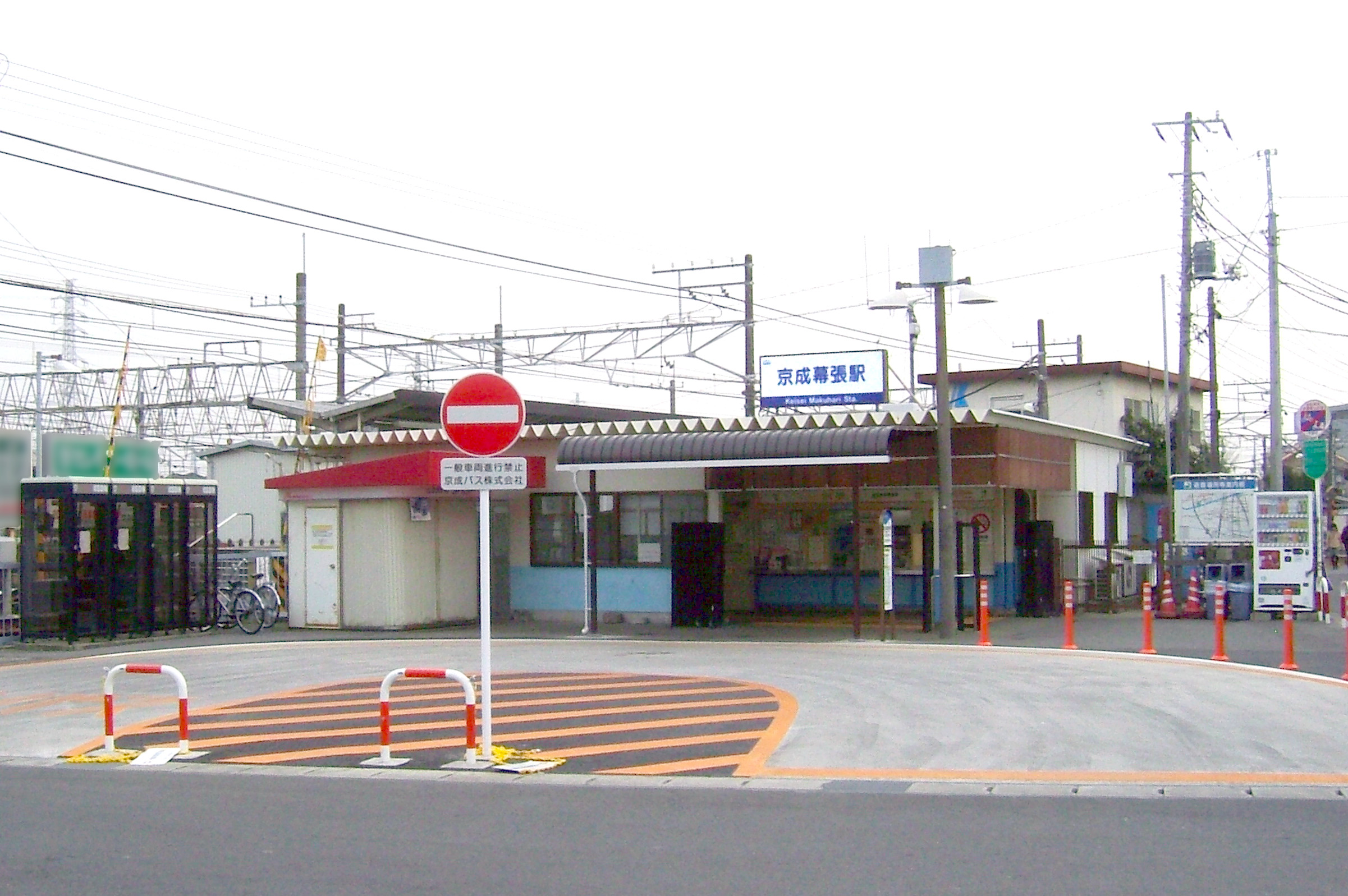
駅名看板変更前の駅舎と駅前広場（2007年2月）
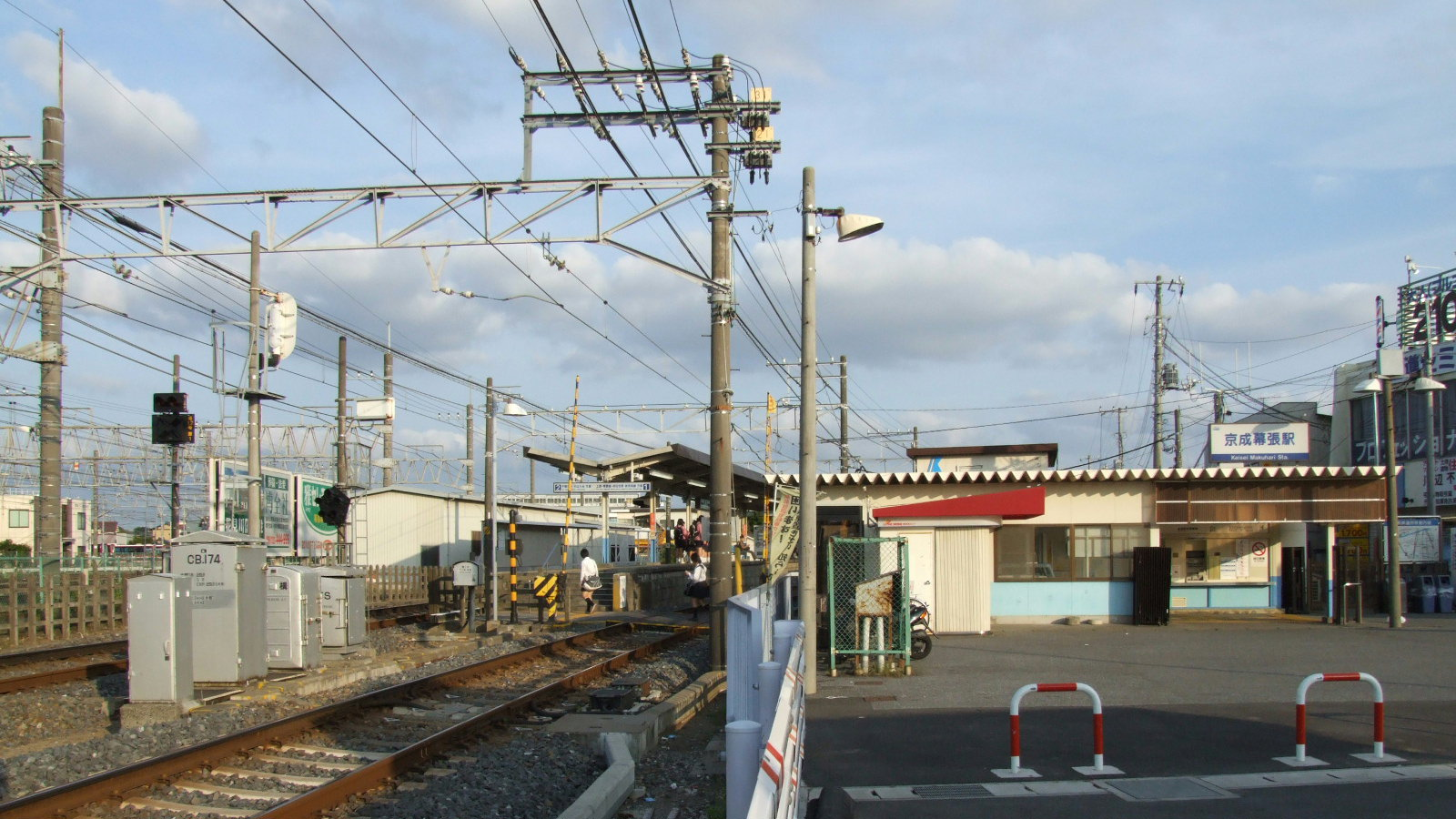
駅名看板変更前の駅舎と構内踏切（2006年6月）

## 駅構造
1面2線の島式ホームを持つ地上駅で、下り列車から見て右へ大きくカーブしており、北西から南東に長い。駅舎は北西端の西側にあり、乗客は改札口を通ってから構内踏切を渡ってホームに上がる。また、本線路の他に下り線に隣接する形で、保線機器の側線が用意されており、千葉寄りに分岐器が設けられている。かつては、現在地よりも千葉方に相対式ホームを有しており、JR幕張駅から海側に伸びる踏切の脇にあった。当時は、踏切に挟まれる格好でホーム有効長が短く、4両編成の電車は津田沼寄りの車両がホームからはみ出していた。トイレは構内踏切横に設置されており、多機能トイレを併設した男女別の水洗式である。2000年頃までは男女共用の汲み取り式であった。
駅の京成幕張本郷寄りには開かずの踏切で有名だった第二木下街道踏切が存在していたが、2004年（平成16年）7月27日に閉鎖され、翌28日から地下道の供用を開始した。

### のりば
駅ホームの案内標には、京成千葉線との直通運転の設定がない「成田空港」も表記されている。成田空港方面（京成本線）には京成津田沼駅にて乗換が必要となる。
| 番線 | 路線   | 方向 | 行先                                                           |
| ---- | ------ | ---- | -------------------------------------------------------------- |
| 1    | 千葉線 | 上り | 京成津田沼・京成船橋・日暮里・京成上野・ 成田空港・ 松戸線方面 |
| 2    | 千葉線 | 下り | 京成千葉・ちはら台方面                                         |

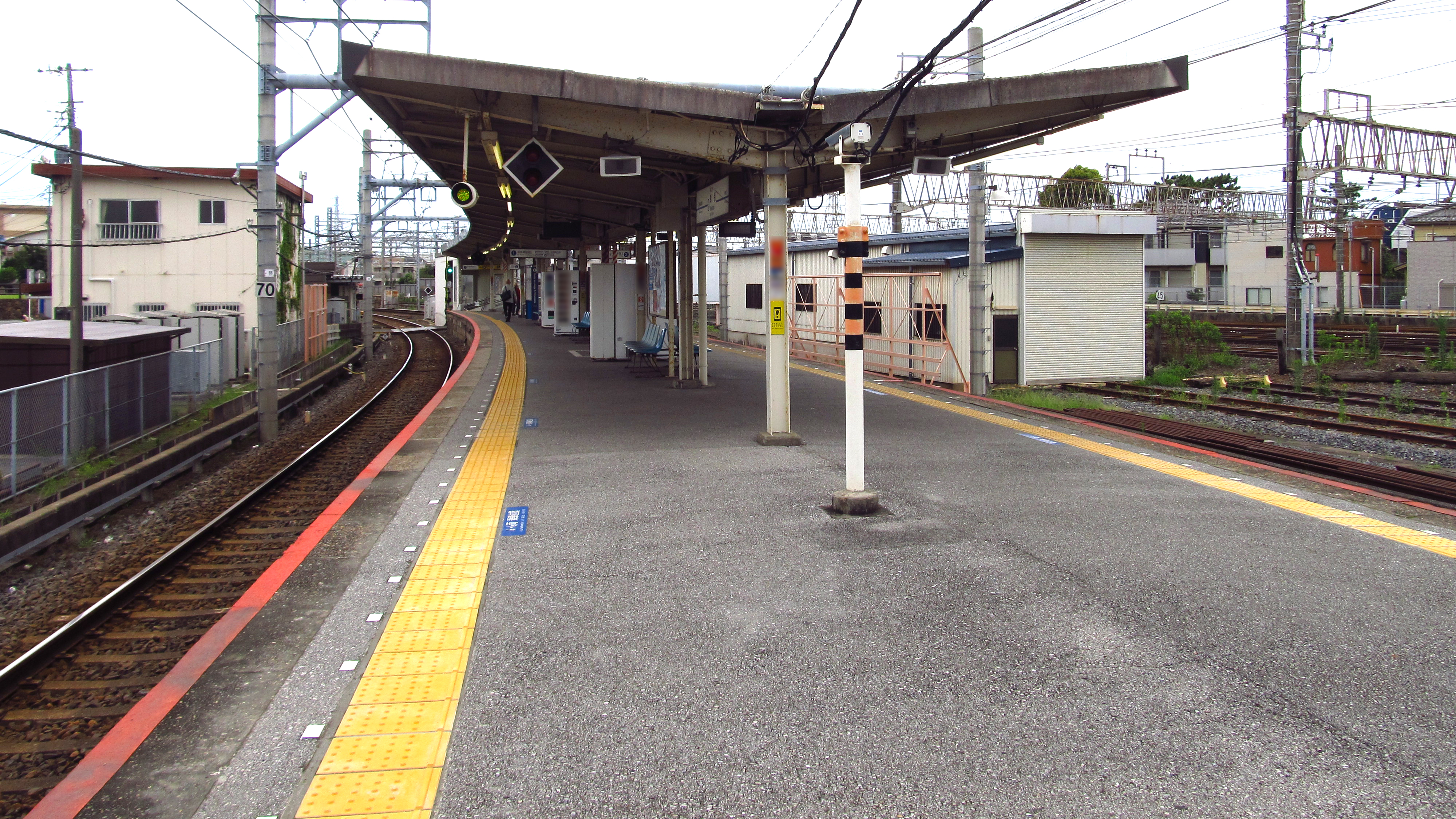
駅ホーム（2020年7月）
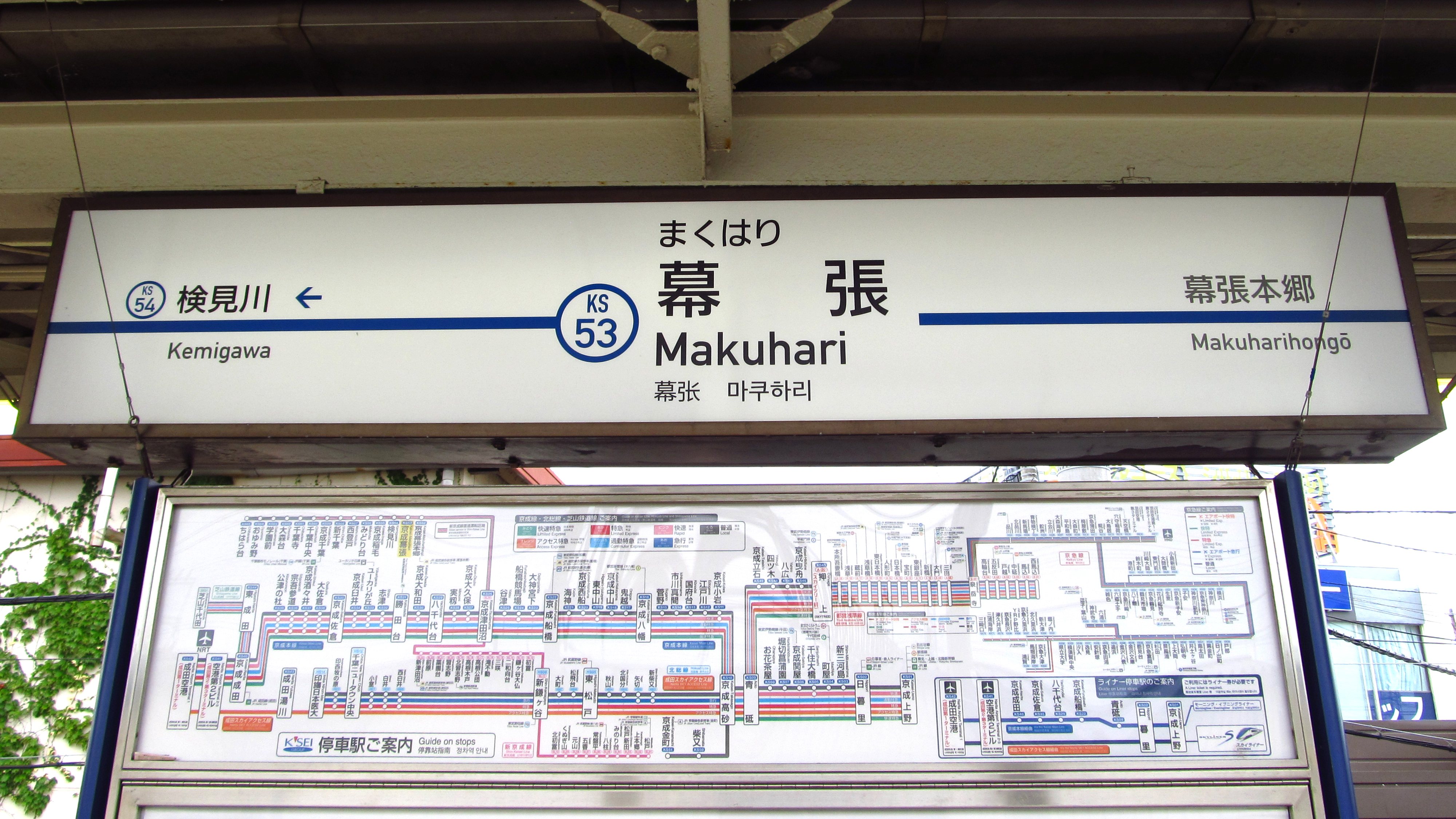
駅名標（2020年7月）

## 利用状況
2024年度の一日平均乗降人員は7,898人である。
近年の一日平均乗降・乗車人員推移は下表の通り。
| 年度               | 一日平均 乗降人員 | 一日平均 乗車人員 |
| ------------------ | ----------------- | ----------------- |
| 2003年（平成15年） | 6,608             | 3,254             |
| 2004年（平成16年） | 6,319             | 3,134             |
| 2005年（平成17年） | 6,531             | 3,242             |
| 2006年（平成18年） | 6,666             | 3,309             |
| 2007年（平成19年） | 7,024             | 3,495             |
| 2008年（平成20年） | 7,229             | 3,594             |
| 2009年（平成21年） | 7,420             | 3,687             |
| 2010年（平成22年） | 7,620             | 3,790             |
| 2011年（平成23年） | 7,546             | 3,758             |
| 2012年（平成24年） | 7,802             | 3,889             |
| 2013年（平成25年） | 7,903             | 3,937             |
| 2014年（平成26年） | 7,737             | 3,851             |
| 2015年（平成27年） | 7,981             | 3,972             |
| 2016年（平成28年） | 8,124             | 4,047             |
| 2017年（平成29年） | 8,206             | 4,092             |
| 2018年（平成30年） | 8,373             | 4,175             |
| 2019年（令和元年） | 8,497             | 4,238             |
| 2020年（令和02年） | 6,153             | 3,072             |
| 2021年（令和03年） | 7,009             | 3,504             |
| 2022年（令和04年） | 7,545             | 3,771             |
| 2023年（令和05年） | 7,794             | 3,894             |
| 2024年（令和06年） | 7,898             | 3,942             |

## 駅周辺
東日本旅客鉄道（JR東日本）総武線の幕張駅は当駅の南東に位置している。両駅のホームは非常に近接しているが駅舎はやや離れており、同駅南口まで約300メートルを回り道して通じる。連絡運輸は行われておらず、乗り換え案内もされない。また、約2キロメートルと大きく離れるが、南西方向にあるJR京葉線の海浜幕張駅とは道路1本でほぼ直線的に結ばれている。
周辺は住宅地で、商店街は幕張駅南口の正面に形成されている。駅前には千葉県道57号千葉鎌ケ谷松戸線、千葉県道262号幕張八千代線が通る。
駅南側には東関東自動車道（湾岸千葉インターチェンジ）、国道14号（千葉街道）、国道357号（東京湾岸道路）が通る。国道14号（千葉街道）を越えて少し進んだ先からは美浜区に入り、幕張新都心文教地区の一部が1キロメートル（km）圏内となる。以下、総武本線より南側の施設等一覧（北側は「幕張駅#駅周辺」を参照）。
- 千葉県企業局幕張庁舎
- 千葉県総合教育センター
- 千葉市幕張公民館
- 千葉市幕張コミュニティセンター
- 放送大学
- 神田外語大学
- 千葉県立保健医療大学（幕張キャンパス）
- 関東鍼灸専門学校
- 渋谷教育学園幕張中学校・高等学校
- 昭和学院秀英中学校・高等学校
- 千葉県立幕張総合高等学校（看護科校舎）
- 千葉市立幕張南小学校
- 千葉健生病院
- 幕張郵便局
- 幕張北口郵便局
- 千葉銀行 幕張支店
- 千葉信用金庫 幕張支店
- マックスバリュエクスプレス 幕張店
- ドン・キホーテ 幕張店
- ニトリ 幕張店
- イトーヨーカドー幕張店
- ツルハドラッグ 幕張店
- スポーツクラブ&スパ ルネサンス幕張
- ヤマダデンキ 家電住まいる館YAMADA幕張店
- 東日本高速道路関東支社千葉工事事務所
- 昆陽神社・秋葉神社 - 近くには、青木昆陽がサツマイモ栽培の試作に成功した土地がある。
- 子守神社
- 幕張舟溜跡公園

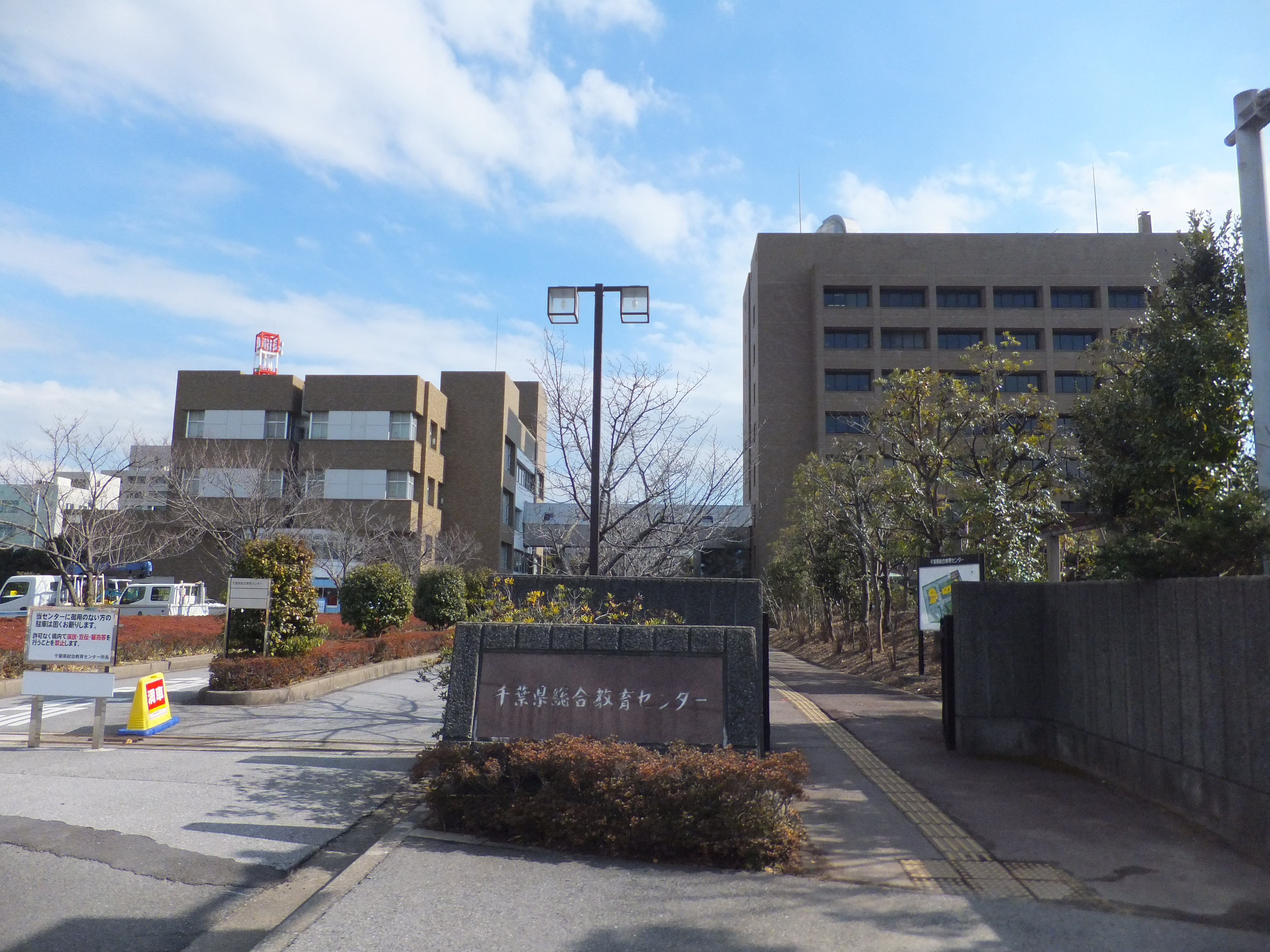
千葉県総合教育センター
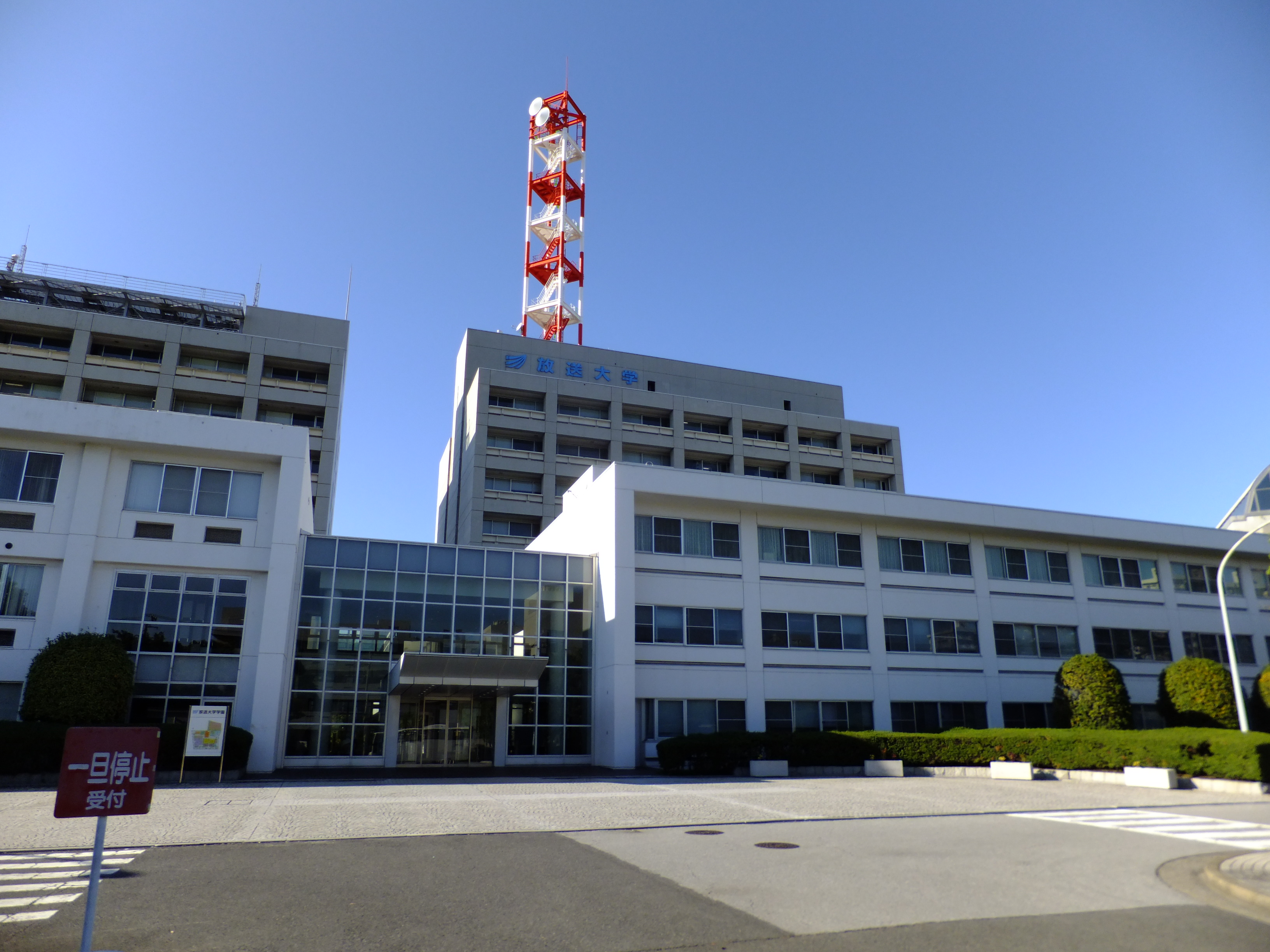
放送大学
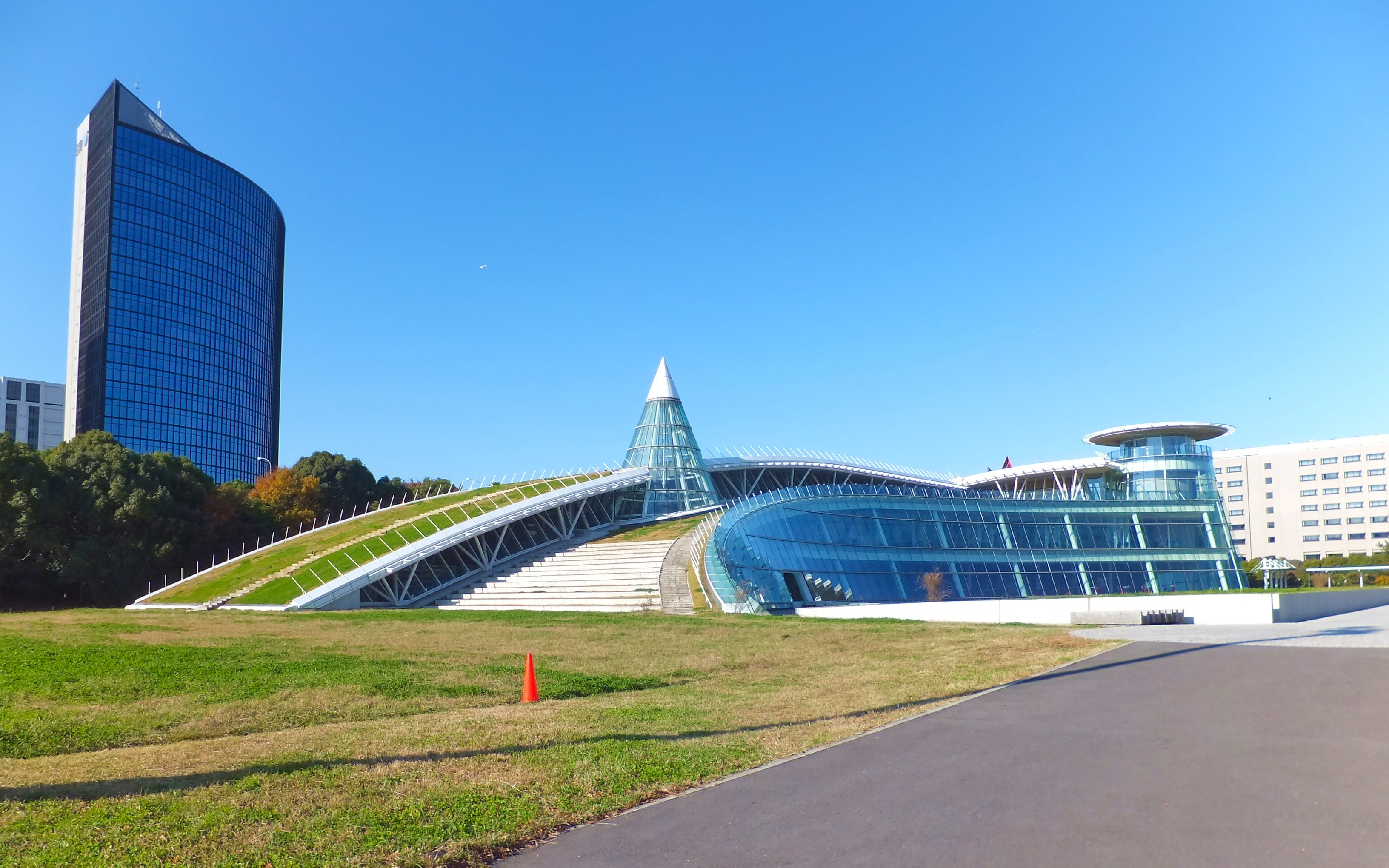
神田外語大学
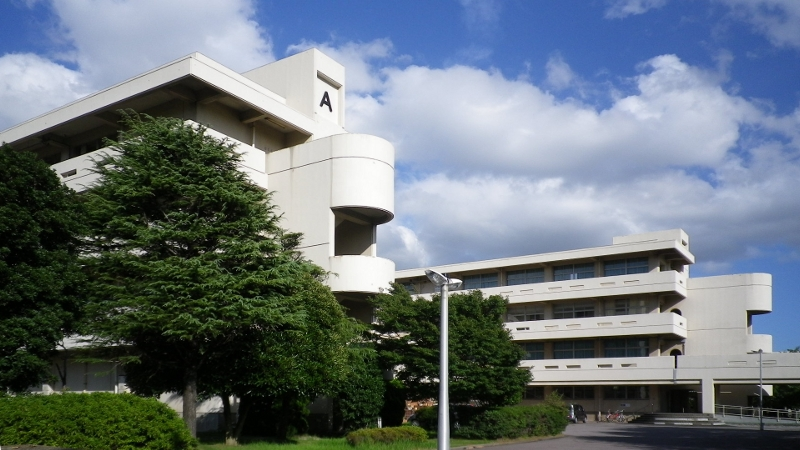
千葉県立保健医療大学 幕張キャンパス
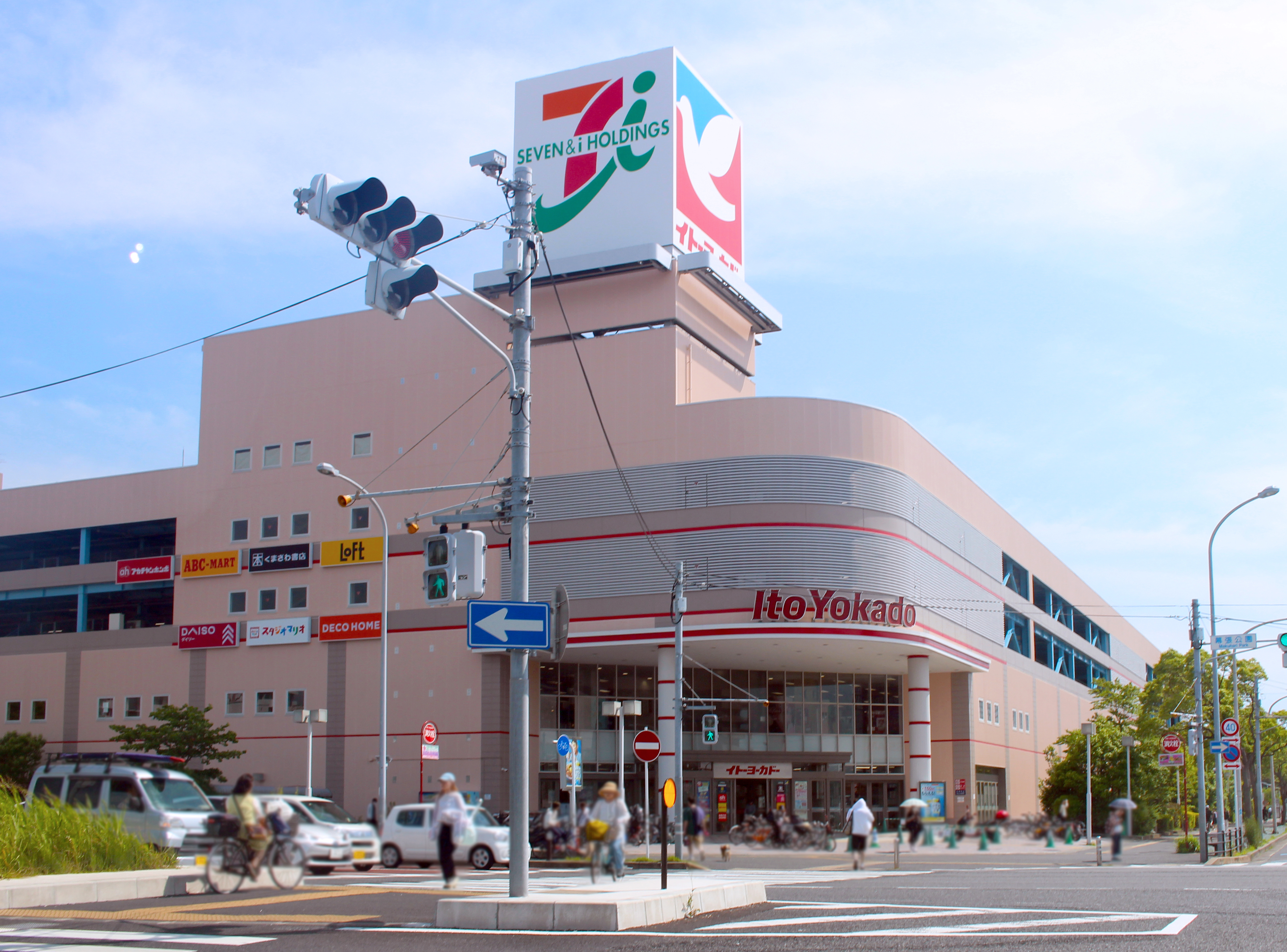
イトーヨーカドー幕張店

## バス路線
2007年1月5日にバスターミナルが新設された。以下の路線バスが乗り入れ、京成バスによって運行されている。
- 海51：ハイテク通り経由 海浜幕張駅行(平日朝のみ)
- 海52：イトーヨーカドー経由 海浜幕張駅行

## 隣の駅
京成電鉄
 千葉線
京成幕張本郷駅 (KS52) - 京成幕張駅 (KS53) - 検見川駅 (KS54)

#### 利用状況
京成電鉄の1日平均利用客数
1. 1 2 3 4  京成電鉄株式会社. “駅別乗降人員（2024年度1日平均）” (pdf). 2025年5月5日閲覧。
2. ↑  京成電鉄株式会社. “駅別乗降人員（平成26年度1日平均）” (pdf). 2016年4月3日時点のオリジナルよりアーカイブ。2023年7月8日閲覧。
3. ↑  京成電鉄株式会社. “駅別乗降人員（平成27年度1日平均）” (pdf). 2016年10月11日時点のオリジナルよりアーカイブ。2023年7月8日閲覧。
4. ↑  京成電鉄株式会社. “駅別乗降人員（平成28年度1日平均）”. 2018年2月23日時点のオリジナルよりアーカイブ。2023年7月8日閲覧。
5. 1 2  京成電鉄株式会社. “駅別乗降人員（2017年度1日平均）” (pdf). 2020年6月13日時点のオリジナルよりアーカイブ。2023年7月8日閲覧。
6. 1 2  京成電鉄株式会社. “駅別乗降人員（2018年度1日平均）” (pdf). 2020年6月13日時点のオリジナルよりアーカイブ。2023年7月8日閲覧。
7. 1 2  京成電鉄株式会社. “駅別乗降人員（2019年度1日平均）” (pdf). 2020年6月13日時点のオリジナルよりアーカイブ。2023年7月8日閲覧。
8. 1 2  京成電鉄株式会社. “駅別乗降人員（2020年度1日平均）” (pdf). 2023年4月5日時点のオリジナルよりアーカイブ。2023年7月8日閲覧。
9. 1 2  京成電鉄株式会社. “駅別乗降人員（2021年度）” (PDF) (JP). 2022年5月16日時点のオリジナルよりアーカイブ。2023年7月8日閲覧。
10. 1 2  京成電鉄株式会社. “駅別乗降人員（2022年度1日平均）” (pdf). 2023年7月8日閲覧。
11. 1 2  京成電鉄株式会社. “駅別乗降人員（2023年度1日平均）” (pdf). 2025年5月5日閲覧。

千葉県統計年鑑
1. ↑  千葉県統計年鑑（平成25年） 111 民鉄等駅別1日平均運輸状況、平成27年7月25日閲覧

千葉市統計書
1. 1 2 3 4 5  千葉市統計書（平成20年度） Archived 2013-12-14 at the Wayback Machine.
2. 1 2 3 4  千葉市統計書（平成24年度） Archived 2016年8月26日, at the Wayback Machine.
3. ↑  千葉市統計書(平成26年度版） Archived 2016年8月10日, at the Wayback Machine.